# 今井光規
今井 光規（いまい みつのり、1938年12月4日 - ）は、日本の文学者。前摂南大学学長、摂南大学名誉教授、大阪大学名誉教授。
専門はコーパス言語学、中世英国ロマンス。博士（比較社会文化）（九州大学）。岡山県出身。

## 略歴
- 1962年：神戸大学文学部文学科英米文学専攻卒業
- 1965年：大阪大学大学院文学研究科修士課程英語学専攻修了
- 1968年：大阪大学大学院文学研究科博士課程英語学専攻単位取得後退学
- 1969年：広島大学教養部講師、助教授、同総合科学部助教授
- 1985年：大阪大学言語文化部助教授、教授
- 1997年：大阪大学言語文化部長
- 2002年：摂南大学国際言語文化（現 外国語）学部教授
- 2003年：摂南大学国際言語文化（現 外国語）学部長
- 2008年：摂南大学学長（第9代、2015年10月31日退任[2]）
- 2016年11月：瑞宝中綬章受章[3]